# E. A. Richter

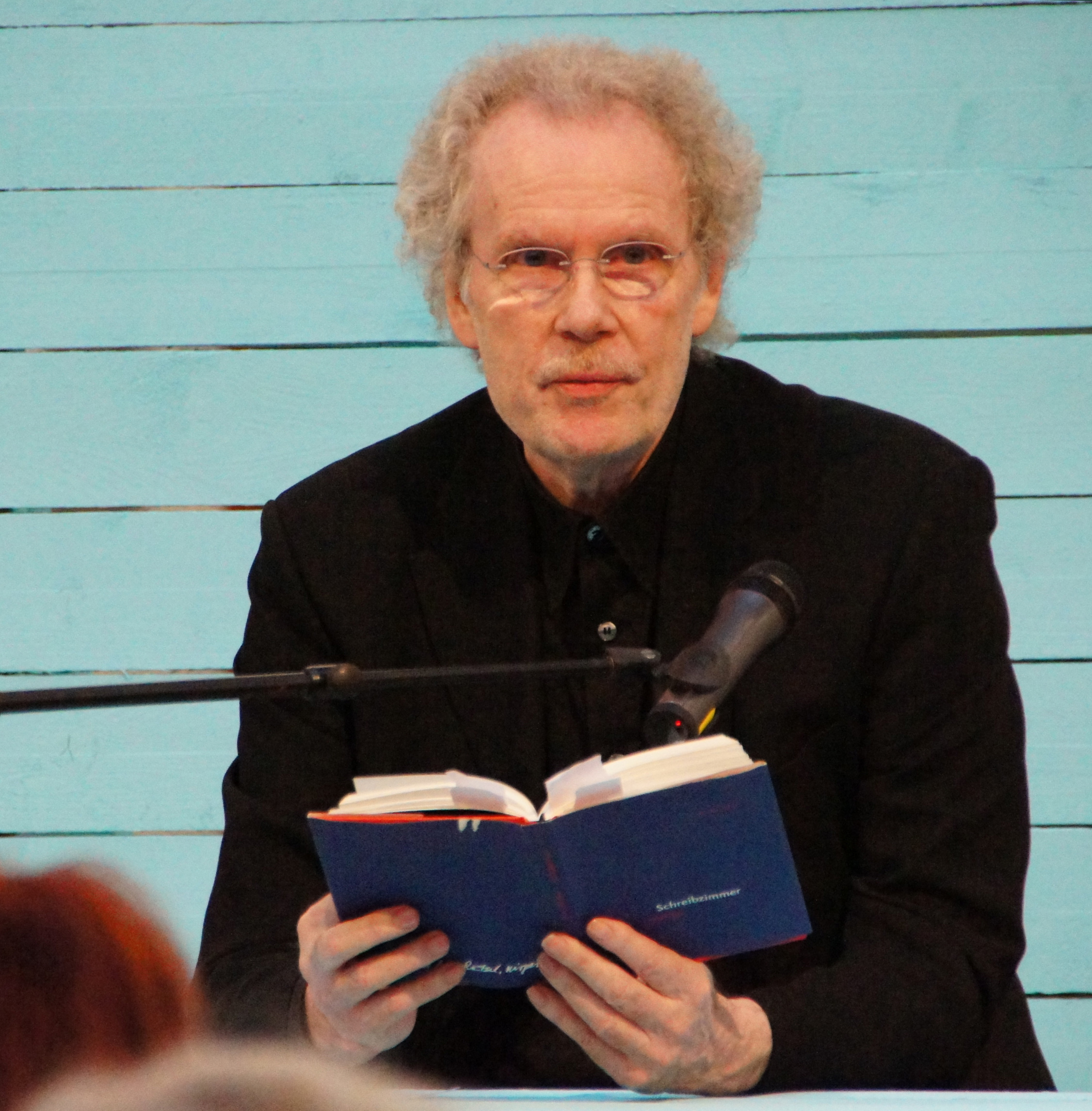
E. A. Richter, Wien 2013.

Erich Alois Richter (* 1941 in Tulbing, Niederösterreich, Künstlername: Richtex) ist ein österreichischer Lyrik- und Romanautor und Verfasser von Drehbüchern und Hörspielen für den ORF. Lebt in Wien.

## Leben und Wirken
Nach Ablegung der Matura in Tulln besuchte Richter von 1959 bis 1961 die Fachschule für Wirtschaftswerbung und studierte anschließend von 1963 bis 1968 Germanistik und Geschichte in Wien. Seit 1969 publiziert er als E. A. RICHTER Literarisches. Richters Œuvre umfasst bis jetzt elf Bücher (davon zwei im Residenz Verlag, eines im Verlag Bibliothek der Provinz und fünf bei der Edition Korrespondenzen), drei Hörspiele, sowie  Drehbücher für Kino- und Fernsehfilme, darunter Die Erben unter der Regie von Walter Bannert. Von 1970 bis 1986 war er Redakteur der Zeitschrift Wespennest und von 1972 bis 1974 Herausgeber der literarischen Zeitschrift „Aha“. Von 1986 bis 1998 war er unter dem Namen ‚Richtex‘ als bildender Künstler tätig (Installationen, synergetische und Video-Projekte). Richter ist seit 1975 Mitglied der Grazer Autorenversammlung.

## Literarisches Werk

### Hörspiele
- Eingfahrn.1978, ORF.
- Folgen eines Hörspiels. 1981, ORF.
- Die Liebe wird nie aufhören. Ein Verhörspiel. 1987, ORF.

### Drehbücher
- 1980 Elfis Traumjob. ORF (Regie: Lukas Stepanik, ORF)
- 1981 Im Büro kannst a vom Sessel fallen (Regie: Lukas Stephanik, ORF)[6]
- 1982 Die Erben (Regie: Walter Bannert. Kinofilm).
- 1982 Kein Cognac zum Abschied. ORF (Regie: Tamas Ujlaki).
- 1986 Mein Amazonas zusammen mit Susanne Zanke (Regie: Susanne Zanke).

### Romane
- 1984 Die Berliner Entscheidung, Residenz Verlag.
- 2010 Fliege. Roman eines Augenblicks, Edition Korrespondenzen

### Gespräche
- 1996 Das ganze Leben. Neunundvierzig Bewohner eines Landes namens Österreich im Gespräch mit E. A. Richter, Turia & Kant.

### Lyrikbände
- 1973 Jetzt bist aufgwocht, AV.
- 1982 Friede den Männern, Residenz Verlag.
- 2002 Das leere Kuvert, Verlag der Provinz[7].
- 2005 Eurotunnel mit 20 Abbildungen in Duplex nach Collagen von Waltraud Palme, Literaturedition Niederösterreich[8].
- 2007 Obachter, Edition Korrespondenzen.
- 2011 Porträt E.A. Richter, Podium.
- 2012 Schreibzimmer, Edition Korrespondenzen[9].
- 2015 Der zarte Leib, Edition Korrespondenzen[10].
- 2019 An Lois, Edition Korrespondenzen.[11][12]

## Ausstellungen (als Richtex)
- 1987 „FRAGMENTE / DENKMALE / ZEITSPRÜNGE“, im Rahmen der Wiener Festwochen in der Virgilkapelle, Wien (mit Robert Kabas und Waltraud Palme)
- 1988 „BILD:SCHIRM:CULT“, eine Installation mit plastischen Arbeiten und Zeichnungen in der Galerie Cult, Wien
- 1988 „CULT:RAUM“, eine Installation im Rahmen des Projekts Radikale Plastik, Ölhafen, Wien
- 1988 „AUTOS:NOMOS“, eine Installation mit plastischen Arbeiten in der Galerie Luftbad, Wien
- 1989 „IM:REAL“, ehemalige Imperial-Feigenkaffee-Fabrik, Wien (mit Peter Neswada und Waltraud Palme)
- 1990 Installationen mit Malereien und plastischen Werken in Weistrach, NÖ, im Höribachhof, OÖ., und im Salzburger Kunstverein / Beteiligungen
- 1990 „BAHNALOG“, ein synergetisches Projekt auf den Bahnhöfen Tulln, Krems, St.Pölten, Amstetten, Wr. Neustadt (Niederösterreich) und auf dem Franz-Josefs-Bahnhof in Wien   mit Waltraud Palme
- 1991 „REFOTAL“, eine Fotoinstallation in der Fotogalerie Wien
- 1992 „Inventarisierung“, eine Fotoausstellung in der Fotogalerie Wien
- 1992 „Fundstücke“, FLUSS, Schloß Wolkersdorf
- 1994 „KARITAS“, eine Installation im Donauraum, Wien
- 1994 „FOTO:ALBUM (Austria)“, ARTprop, New York
- 1994 „DER MOLUSSISCHE TORSO“, ein topofotografisches Projekt mit 104 Fotografen, Fotogalerie Wien; Fotogalerie am Helsingforser Platz, Berlin mit Waltraud Palme
- 1995 „ÖSTERREICH:BILD“, Installation im Rahmen der Ausstellung „Augenschlag“, Schloß Wolkersdorf
- 1995 „SALZBURGER KARITAS“, Installation im öffentlichen Raum, Galerie 5020, Salzburg
- 1995 „PHILOSOPHEN:TISCHE“, Station 3, Wien mit Eva Afuhs, Heiko Bressnik, Waltraud Palme und Wolfgang Reichmann
- 1996 „SCHATTENWERFER“, Schloß Wolkersdorf
- 1996 „vIDEOLOGIe“, 49 Videovorführungen an 49 privaten Orten und eine Gesamtpräsentation in der Sargfabrik Wien mit Waltraud Palme
- 1996 „MUTTER:HAUT / VATER:BRAUT“, eine Video- und Fotogramminstallation in der Galerie Arcade Mödling mit Waltraud Palme
- 1997 „PRIVAT“, eine Ausstellung in der Passagengalerie des Künstlerhauses Wien mit Waltraud Palme

## Publikationen
- 1989 Nesweda, Palme & Richtex, Im: Real[13]
- 1990 Bahnalog, Palme & Richtex, NÖ Landesregierung[14]
- 1991 Refotal, ExPresse[15]
- 1994 Der Molussische Torso, Palme & Richtex, ExPresse[16]
- 1995 Österreich:BIld, ExPresse, Afuhs, Bressnik, Palme, Reichmann, Richtex[17]
- 1995 Philisophen:Tische, ExPresse[18]
- 1996 vIDEOLOGIe, Richtex & Palme ExPresse, Sargfabrik[19]
- 1996 MUTTER:HAUT, ExPresse[20]

## Auszeichnungen
- Preis der Stadt Wien für Literatur (1978)
- Fernsehpreis der Österreichischen Volksbildung (1981)
- Anerkennungspreis des Landes Niederösterreich (1982)
- Theodor Körner-Preis (1986)
- Förderungspreis der Stadt Wien (1986)
- Literatur-Anerkennungspreis des Landes Niederösterreich (2003)[5][1][21]

## Belege
1. 1 2  Literaturhaus Wien: Richter E. A. Abgerufen am 30. Januar 2024.
2. ↑  Biografien: Österreichische Gesellschaft für Literatur. Abgerufen am 30. Januar 2024.
3. ↑  Friede den Männern – ZeitZug.com - Literarische Online-Sammlung. Abgerufen am 30. Januar 2024.
4. ↑  basis wien: basis wien - Richtex. Abgerufen am 22. April 2024.
5. 1 2  Lyrikwelt - Erich A. Richter (Memento des Originals vom 3. November 2013 im Internet Archive)  Info: Der Archivlink wurde automatisch eingesetzt und noch nicht geprüft. Bitte prüfe Original- und Archivlink gemäß Anleitung und entferne dann diesen Hinweis., abgerufen am 4. Dez. 2009
6. ↑  E.A. Richter, Lucky Stepanik. In: Medienpreise der Erwachsenenbildung. Abgerufen am 30. Januar 2024 (deutsch).
7. ↑  Autor: E. A. Richter. Abgerufen am 30. Januar 2024.
8. ↑  Richter E.A. Abgerufen am 30. Januar 2024 (deutsch).
9. ↑  Schreibzimmer von E A Richter - faltershop.at. Abgerufen am 30. Januar 2024.
10. ↑  Der zarte Leib. In: Edition Korrespondenzen. 27. Juli 2020, abgerufen am 30. Januar 2024 (deutsch).
11. ↑  E. A. Richter. Abgerufen am 30. Januar 2024 (deutsch).
12. ↑  Richter E. A. In: Poesiegalerie. Abgerufen am 30. Januar 2024 (deutsch).
13. ↑  basis wien: basis wien - IM:REAL! Nesweda, Palme, Richtex. Abgerufen am 22. April 2024.
14. ↑  ZEIT(LOSE) ZEICHEN. Abgerufen am 22. April 2024.
15. ↑  Austria-Forum | https://austria-forum.org: Richter, E. A. Abgerufen am 22. April 2024.
16. ↑  DER MOLUSSISCHE TORSO – FOTOGALERIE WIEN. Abgerufen am 22. April 2024 (österreichisches Deutsch).
17. ↑  Austria-Forum | https://austria-forum.org: Richter, E. A. Abgerufen am 22. April 2024.
18. ↑  Austria-Forum | https://austria-forum.org: Richter, E. A. Abgerufen am 22. April 2024.
19. ↑  Austria-Forum | https://austria-forum.org: Richter, E. A. Abgerufen am 22. April 2024.
20. ↑  Austria-Forum | https://austria-forum.org: Richter, E. A. Abgerufen am 22. April 2024.
21. ↑  Austria-Forum | https://austria-forum.org: Richter, E. A. Abgerufen am 30. Januar 2024.

| Personendaten    | Personendaten              |
| ---------------- | -------------------------- |
| NAME             | Richter, E. A.             |
| ALTERNATIVNAMEN  | Richter, Erich A.; Richtex |
| KURZBESCHREIBUNG | österreichischer Autor     |
| GEBURTSDATUM     | 1941                       |
| GEBURTSORT       | Tulbing                    |